# رشيد صالح حمد
رشيد صالح حمد هو لاعب رماية قطري، ولد في 18 أكتوبر 1987.

## وصلات خارجية
- راشد صالح حمد العذبة على موقع الاتحاد الدولي (الإنجليزية)
- راشد صالح حمد العذبة على موقع اللجنة الأولمبية الدولية (الإنجليزية)
- راشد صالح حمد العذبة على موقع أوليمبيديا (الإنجليزية)